# Costaceae
A família Costaceae contem oito gêneros (Costus, Chamaecostus, Paracostus, Dimerocostus, Hellenia, Monocostus Parahellenia e Tapeinochilos) e mais de 120 espécies, muitas cultivadas para o comércio de flores de corte, plantas de vaso ou para uso em paisagismo.
Na literatura, exceto sob o aspecto da taxonomia, raros são os trabalhos com Costaceae, incluindo no caso, informações sobre descritores que permitam subsidiar avaliações de genótipos superiores decorrentes dos programas de pré e de melhoramento Institucionais.

## Etimologia
Costaceae: O nome da família tem a sua origem no gênero Costus L. 
O nome do gênero se origina da palavra grega Kostas ("Koost" em árabe);que era o nome usado para uma erva indiana usada em perfumaria e medicamentos.

## Morfologia
Formada por plantas herbáceas, perenes, rizomatosas, de crescimento simpodial, entouceiradas por pseudocaules semisuculentos, marcados por entrenós bem visíveis. Folhas decorativas, simples, limbo inteiro, alternas espiraladas, uninérveas ou peniparalelinérveas, nas cores verde, avermelhada ou variegada, conforme a espécie. Inflorescência cimosa, terminal, com flores protegidas por brácteas densas, formando uma estrutura espiciforme, raramente isoladas; flores vistosas, bissexuadas, zigomorfas, diclamídeas e heteroclamídeas; cálice e corola trímeros, gamossépalo e gamopétala respectivamente, com uma pétala maior que as demais; prefloração imbricada; 1 estame e 5 estaminódios, petalóides, unidos entre si, comumente mais vistoso do que o cálice e corola, nectários septais presentes; gineceu gamocarpelar, geralmente tricarpelar, ovário ínfero, freqüentemente trilocular, placentação axial com lóculos pluriovulados. Fruto do tipo cápsula, envolvendo várias sementes com arilos.

## Distribuição
Apresenta uma distribuição pantropical com a diversidade centrada na America, além da Malásia e Índia.

## Caracteres evolutivos
Redução do androceu a um único estame funcional, presença de estaminódios conspícuos, sementes com mais perisperma que andosperma, ausência de rafídeos nos tecidos vegetais e nas folhas que não se rasgam facilmente. Um único estame funcional envolvendo parte do estilete, presença de lígula no ápice da bainha das folhas, sépalas conatas, estaminódios fusionados e redução de 2 a 3 estigmas.

## Reprodução
Plantas hermafroditas. Nectários florais presentes. Secreção de néctar do gineceu (de nectários septais, muitas vezes dois bem desenvolvido e uma reduzida). Polinização Entomófila, ou por morcegos.

## História
A Colômbia, com 35 espécies, é o pais com maior riqueza de Costaceae no neotropico, provavelmente devido a possuir uma grande diversidade de habitats úmidos situados em altitudes baixar e medias.

## Importância Econômica
Alguns gêneros apresentam importância no uso medicinal, por exemplo a Costus spitacus, é originária do Brasil e apresenta propriedades farmacológicas e fitoterápicas, e é usada na medicina popular.

## Conservação
A maior ameaça da sobrevivência de todos os organismos existentes, sejam eles plantas ou animais, é a destruição ambiental. Como a maior parte das Zingiberales vivem em florestas, estão sempre sujeitas ao desmatamento, colocando em risco a extinção das espécies que possuem sensibilidades maiores a mudanças no ambiente e as espécies com populações pequenas. “Ilhas de floresta” são ilhas de plantas que vão ficando isoladas devido a destruição de florestas. Essas ilhas são pequenas e não mantém um número suficiente de indivíduos de cada espécie. Quando a população de uma espécie fica muito pequena, aumentam as chances de ela desaparecer, seja por doenças, Herbivoria ou qualquer outro acidente, por exemplo, incêndios. Não se sabe ainda quantas espécies de Zingiberales podem estar ameaçadas de extinção, simplesmente por que mal conhecemos a distribuição de cada espécie.

## Lista de espécies brasileiras de Costaceae em extinção
- Costus cuspidatus do autor(Nees & Mart.)P.J.M.Maas é encontra no bioma de Mata Atlântica nos estados da Bahia, Espírito Santo e Rio de Janeiro.
- Costus fragilis do autor Maas é encontra no bioma da Amazônia no estado do Pará.
- Costus fusiformis do autor Maas é encontra no bioma da Amazônia no estado do Pará.

## Importância Ecológica
A família Costaceae serve de importância ecológica para diversas aves.
Algumas famílias de Zingiberales são pouco estudadas na América do Sul ao mesmo tempo em que altos níveis de riqueza e endemismos são registrados para o grupo em hábitats ameaçados, como a Floresta Atlântica, o que sugere que algumas espécies da ordem provavelmente estão ameaçadas de extinção.

## Potencial Ornamental
Essa planta é utilizada como plantas de vaso, horticultura, paisagismo, flor de corte e hastes cortadas.
Costus igneus: Essas plantas são utilizadas como plantas de jardins e coberturas de solo.
Cheilocostus speciosus: Essa planta é utilizada como plantas de vaso, horticultura, paisagismo, flor de corte e hastes cortadas.

## Gêneros
Costus (90 spp.), Dimerocostus, Monocostus, Tapeinochilos.